# Mary Bedford
Mary Bedford   (Sud-àfrica, 27 de març de 1907 - Durban, 8 de setembre de 1997) va ser una nedadora sud-africana que va competir durant la dècada de 1920.
El 1928 va prendre part en els Jocs Olímpics d'Amsterdam, on va disputar dues proves del programa de natació. Va guanyar la medalla de bronze en els 4x100 metres lliures formant equip amb Freddie van der Goes, Rhoda Rennie i Kathleen Russell, mentre en els 400 metres lliures quedà eliminada en sèries.